# Заводник, Беатрис
Беатрис Заводник (фр. Béatrice Zawodnik; род. 1974, Лозанна) — швейцарская гобоистка, композитор и музыкальный педагог.
Окончила Женевскую консерваторию по классам гобоя (у Ролана Перну) и фортепиано (у Доминика Вебера), совершенствовала своё мастерство во Фрайбургской высшей школе музыки у Хайнца Холлигера и вновь в Женевской консерватории у Мориса Бурга. С 1998 года играла в составе различных швейцарских оркестров и камерных ансамблей.
В 2001—2003 гг. преподавала в Ньоне и Морже, затем в 2003—2013 гг. профессор гобоя в Женевской консерватории. 2013—2018 гг. директор Высшей школы музыки Лозанны. В 2018—2021 гг. входила в состав дирекции Высшей школы музыки Женевы, с 2022 года её директор.